# Ploegschaaf
Een ploegschaaf of groefschaaf is een stuk gereedschap voor het schaven van een groef in de zijkant van een plank voor de messing-en-groefverbinding. Elke keer kan er maar ongeveer 2 mm diep geschaafd worden. Aan de zijkant van de schaaf zit de geleider, die langs de buitenkant van de plank loopt. In het midden onder de schaaf zit een ijzeren strip, die de schaaf door de groef leidt.
De veer in een plank, die in de groef past, wordt met een veerploeg geschaafd.

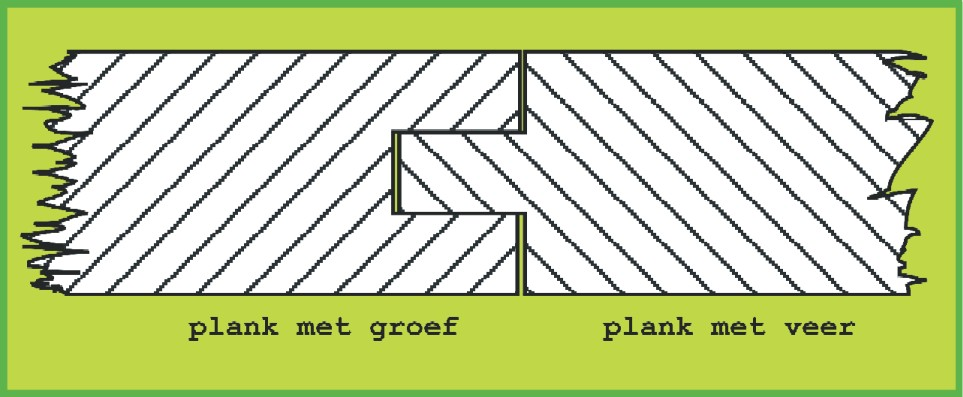
Messing-en-groefverbinding
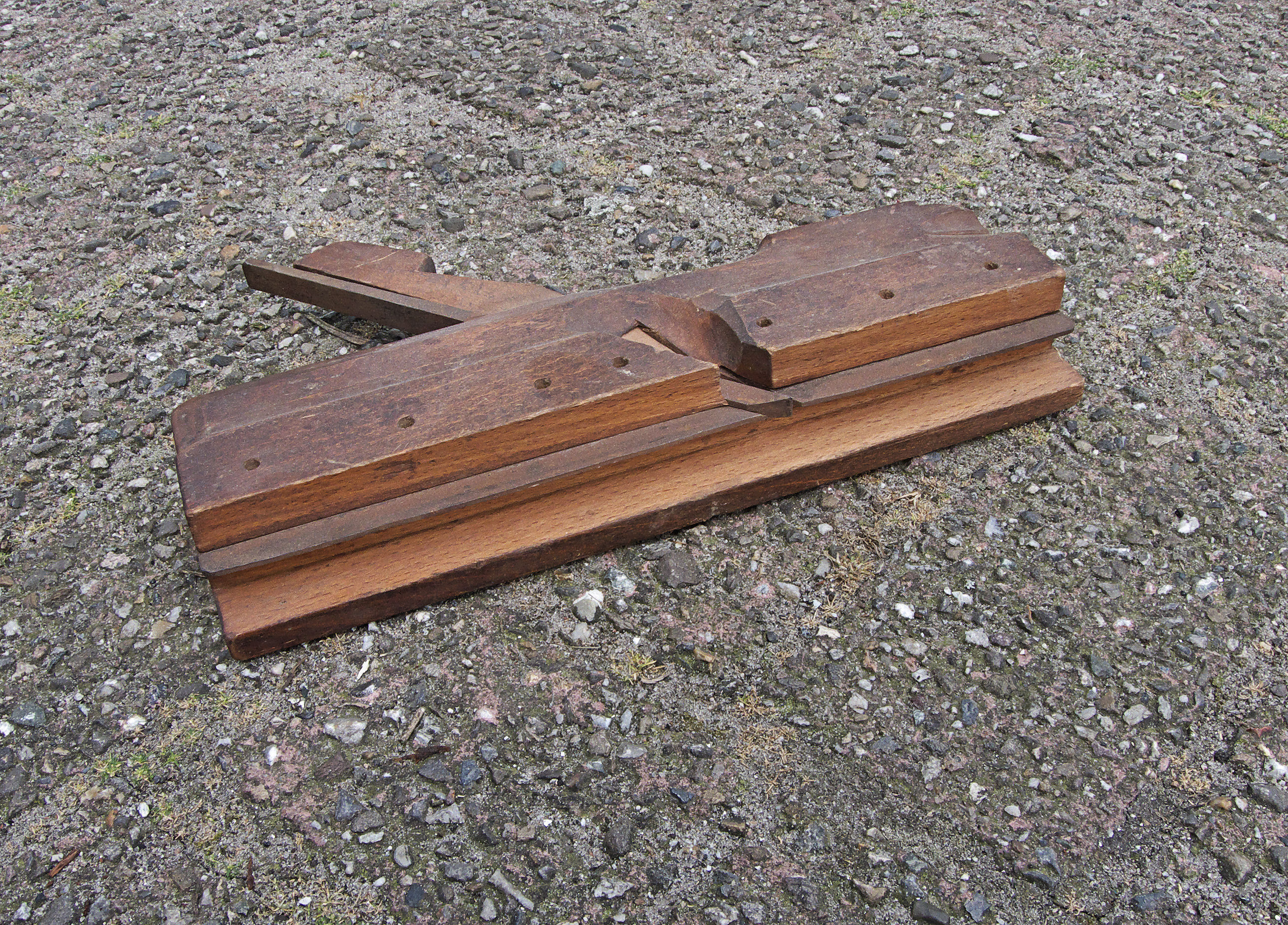
Ploegschaaf
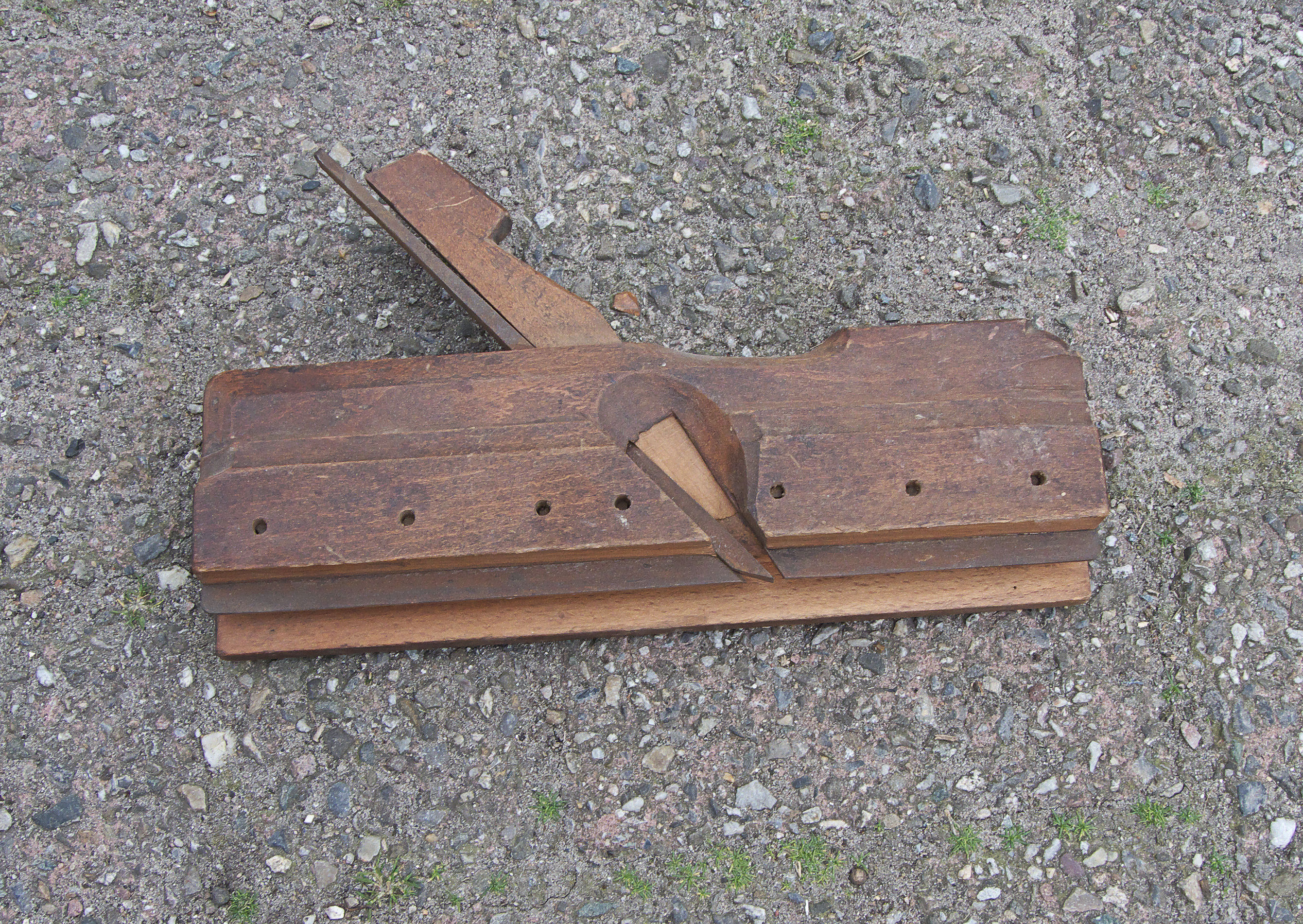
Ploegschaaf
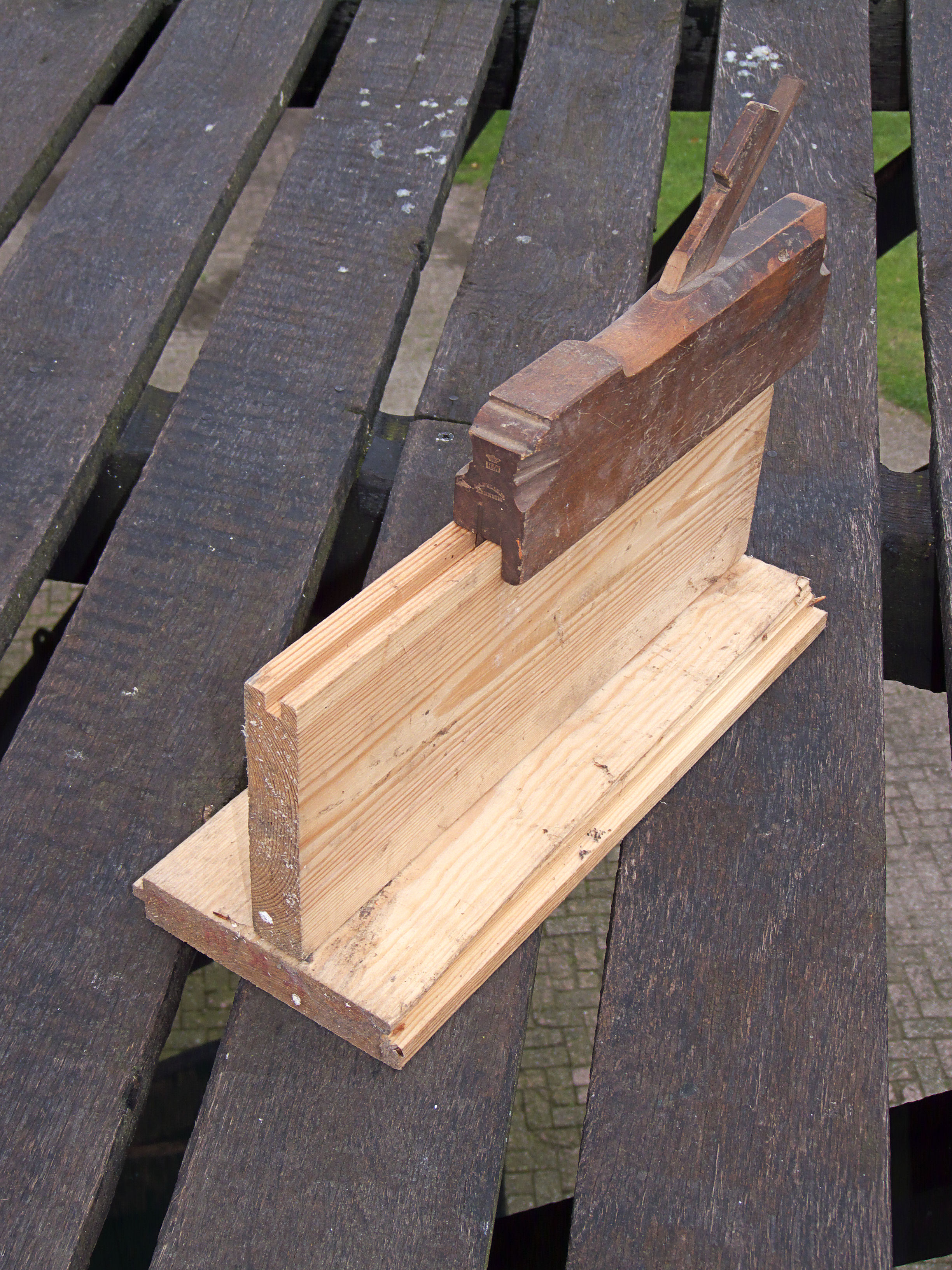
Ploegschaaf